# Epilátor

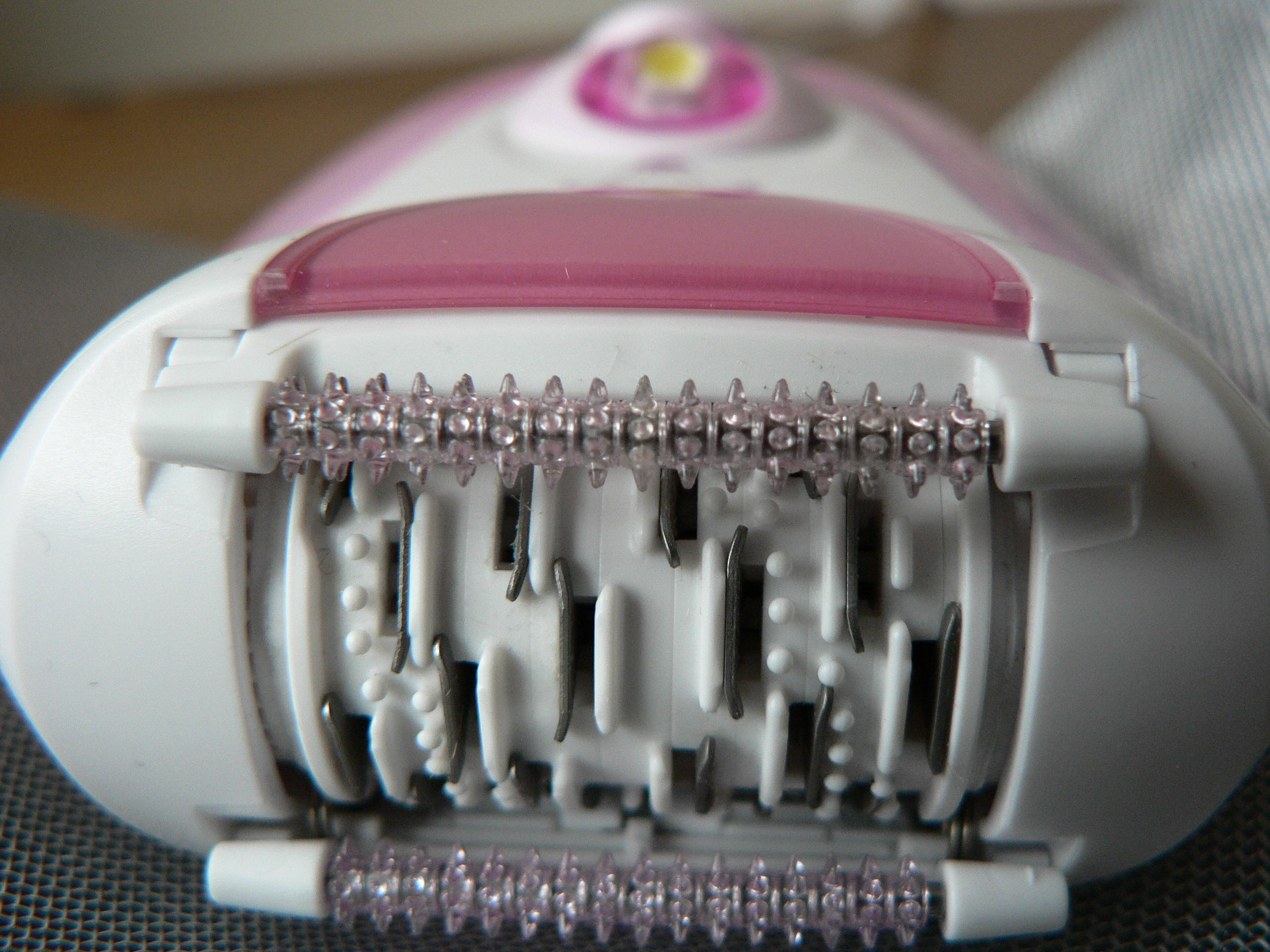
Detailní pohled na hlavu epilátoru

Epilátor je elektrické zařízení, které se používá k odstraňování lidských chloupků tím, že mechanicky uchopí více chloupků současně a vytáhne je. Způsob, jakým epilátory vytahují chloupky, je podobný voskování, i když na rozdíl od voskování neodstraňuje buňky z epitelové tkáně pokožky. Kromě pružin v raných pružinových typech epilátorů nejsou v epilátorech žádné části, které by vyžadovaly pravidelnou výměnu. Epilátory jsou dodávány v provedení s napájením, s akumulátorem či dobíjecí. Zařízení s bateriemi mohou být používána za mokra nebo za sucha.

## Typy

### Pružinový typ

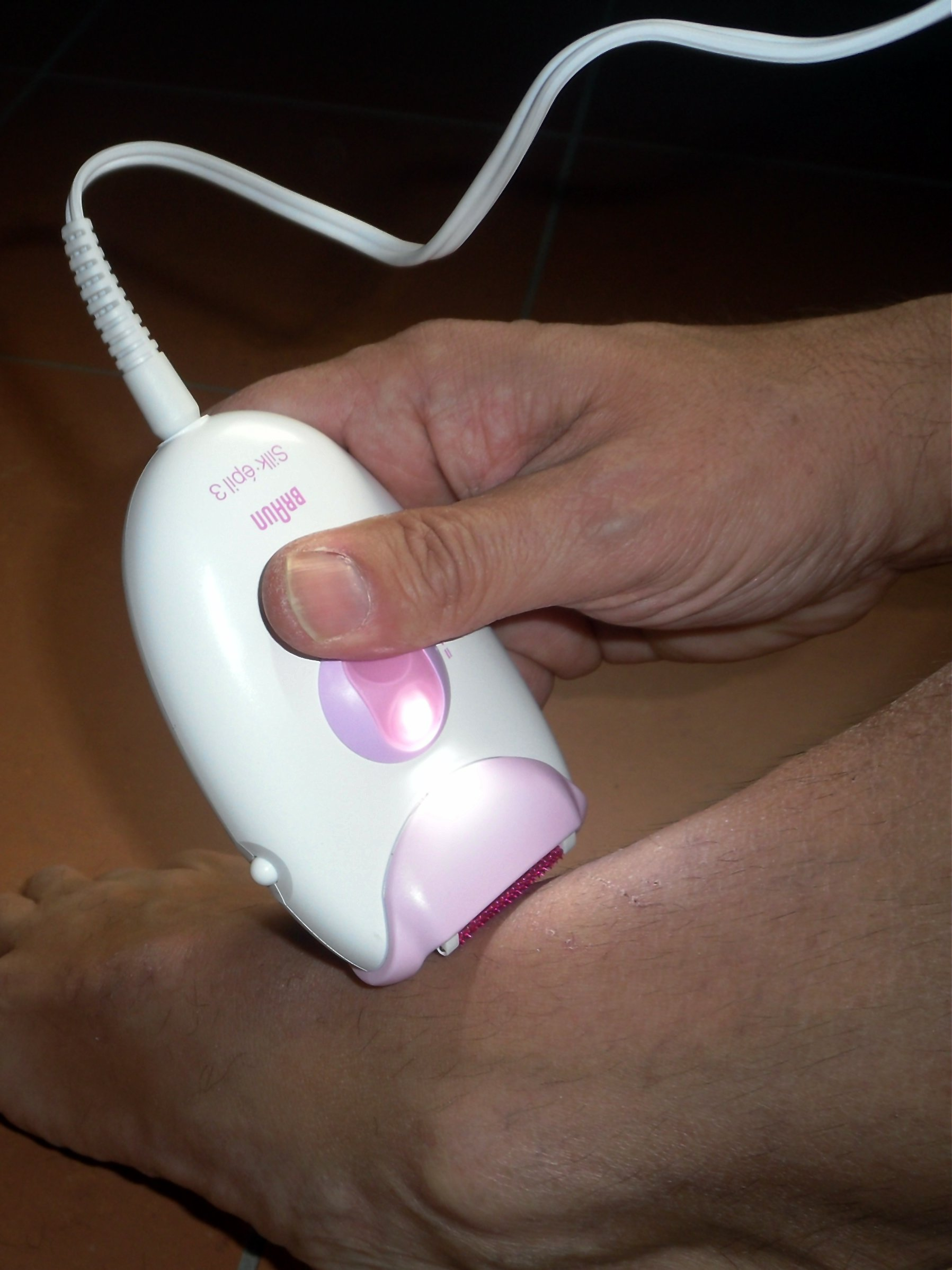
Epilátor v provozu

Prvním typem epilátoru byla originální Epilady, která byla vyráběna společností Mepro a v roce 1986 uvedena na trh v Izraeli. Měla vinutou spirálu, která byla zakřivena tak, že na jedné straně bylo vinutí pružiny zmáčknuto a těsně se dotýkalo, zatímco na druhé straně bylo vinutí rozevřeno a s mezerami. Motor v Epilady otáčel pružinu a způsoboval její ohýbání. Posouvání rotující pružiny na kůži způsobilo, že chloupky byly zachyceny vinutím a vytaženy z kůže.
Vzhledem k tomu, že pružiny se neustále ohýbaly, docházelo k jejich občasnému selhání a byly prodávány samostatně jako náhradní část.[zdroj?]
Dnes existují manuální epilátory určené pro obličej, které nepoužívají napájecí zdroj. Tato konstrukce se skládá jednoduše ze spirálové pružiny se dvěma úchyty. Pružina se pak ohne do křivky a umístí se na nechtěné obličejové ochlupení, zatímco se otáčí rukojetí.

### Typ s rotačními disky
Lady Remington Smooth and Silky byl navržen tak, aby fungoval podobně jako pružinový typ Epilady, ale místo pružiny byla použita řada kovových disků. Epilátor byl předmětem rozsáhlého patentového sporu v Evropě kvůli koncepční podobnosti s pružinovým epilátorem. Případ porušení patentu ve Spojeného království je známý jako Improver Corporation v Remington Consumer Product Limited [1990] FSR 181.

### Pinzetový typ

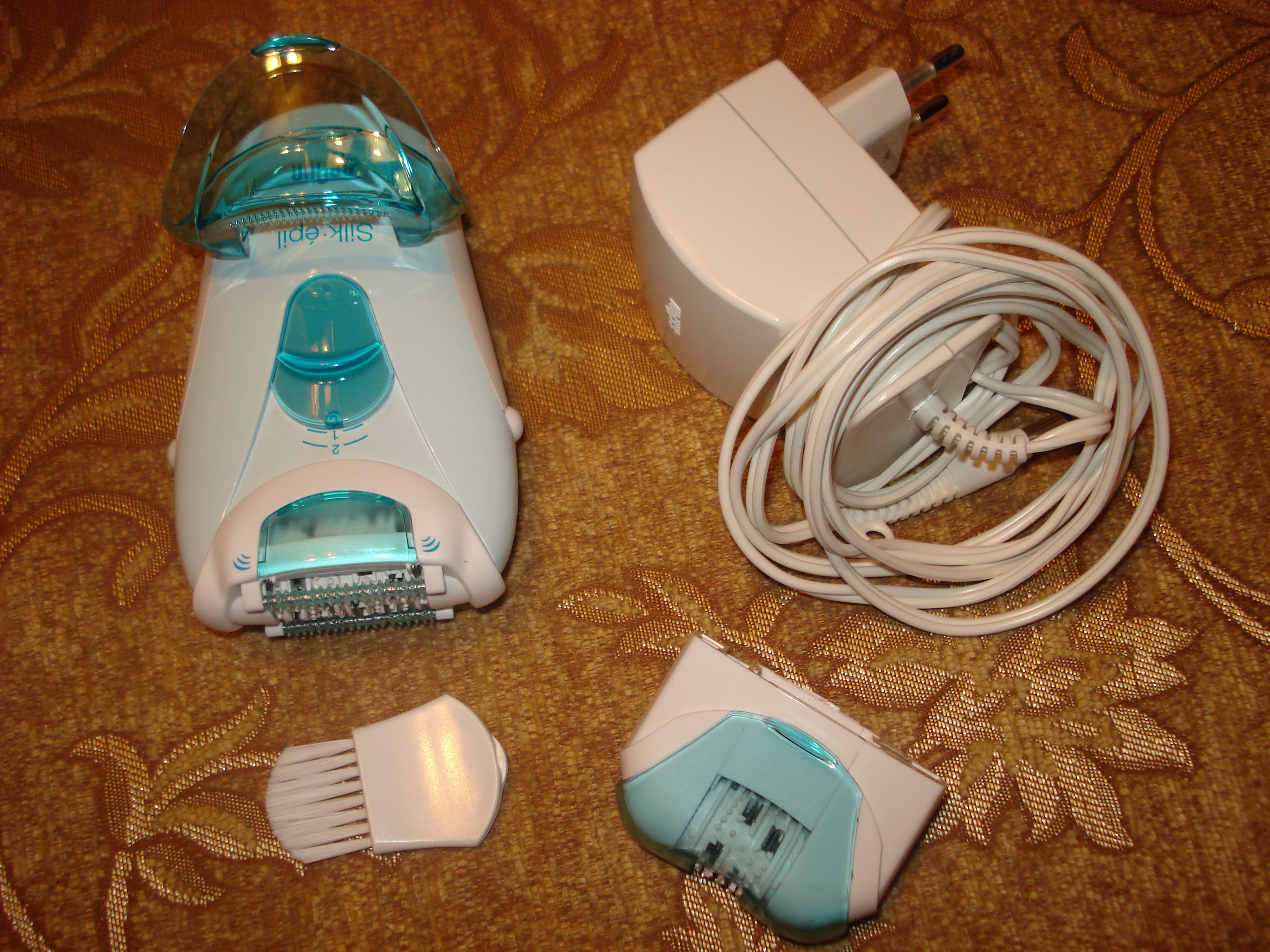
Epilátor zobrazující dvě různé hlavy, čisticí kartáček a napájecí adaptér

Návrh s rotujícími disky byl vylepšen tak, že v moderních provedeních nejsou desky již kompletními disky. Hlava moderního epilátoru obsahuje řadu kovových desek umístěných v plastovém pouzdře. Konce desek mohou být vystupovat na jedné nebo obou stranách pouzdra. Při otáčení hlavy se hroty desek pohybují společně a oddělí se jednou za každou otáčku. To vytváří pinzetový efekt, kdy jsou chloupky sevřené mezi desky vytaženy, a při otočení disku od pokožky opět uvolněny v okamžiku, když se desky od sebe vzdalují. To při pohybu epilátoru po kůži umožňuje nepřetržitý cyklus uchopování, tažení, vytažení a odhození chloupků.
V závislosti na síle a křehkosti chloupků jsou některé spíše přetrženy než vytaženy. Vzhledem k tomu, že tyto chloupky vyčnívají jen těsně nad povrch kůže, mohou vypadat jako strniště od holení, ale jsou mnohem řidší, protože ostatní chloupky bývají zcela vytaženy. Stejně jako u voskování nedojde po první epilaci k takovému růstu, což je způsobeno fázemi růstu, které se u chloupků vyskytují. Pravidelná epilace je méně bolestivá než prvotní a počet přetržených chloupků se s pravidelnou epilací snižuje.

### Typy pro mokré užití
Mnoho moderních epilátorů, jako je například Braun Silk-Epil 9, má vestavěnou dobíjecí baterii a je navrženo tak, aby mohly být používány za mokra i za sucha. Tyto typy zařízení jsou konstruovány pro použití ve sprše, ale i mimo sprchu či s případným krémem nebo gelem. Použití pleťového krému nebo gelu je užitečné pro zmenšení bolesti a podráždění spojených se zařízením vhodným jen pro suché použití.

## Voskování epilovaného místa
Epilace může být pro některé lidi bolestivá, protože stejně jako při voskování dochází k vytahování chloupků s kořínkem. Vzhledem k tomu, že bolest je zvláště intenzivní při první epilaci místa, dávají někteří lidé přednost tomu, aby bylo místo nejprve profesionálně voskováno, a až poté použijí epilátor pro odstranění obnoveného ochlupení.

## Epilátor pro muže
Epilátor je považován za ženskou věc, ale nyní se používá epilátor k odstraňování chloupků z mužské tváře a ochlupení.Většinou dávají přednost epilátoru, protože ve srovnání s holicím strojkem vydrží dlouho.